# Баабда
Баабда́ (араб. بعبدا‎) — город на западе Ливана. Административный центр мухафазы Горный Ливан, а также одноимённого района.
В городе находится резиденция президента Ливана. Дворец был построен в 1956 году на холме с видом на столицу Ливана Бейрут.

## Посольства
В Баабде есть следующие иностранные посольства: Украины, Бразилии, Габона, Индонезии, Иордании, Польши, Румынии, Шри-Ланки, Чехии, Южной Кореи, Италии, Ирака.